# Johann Martin Fischer

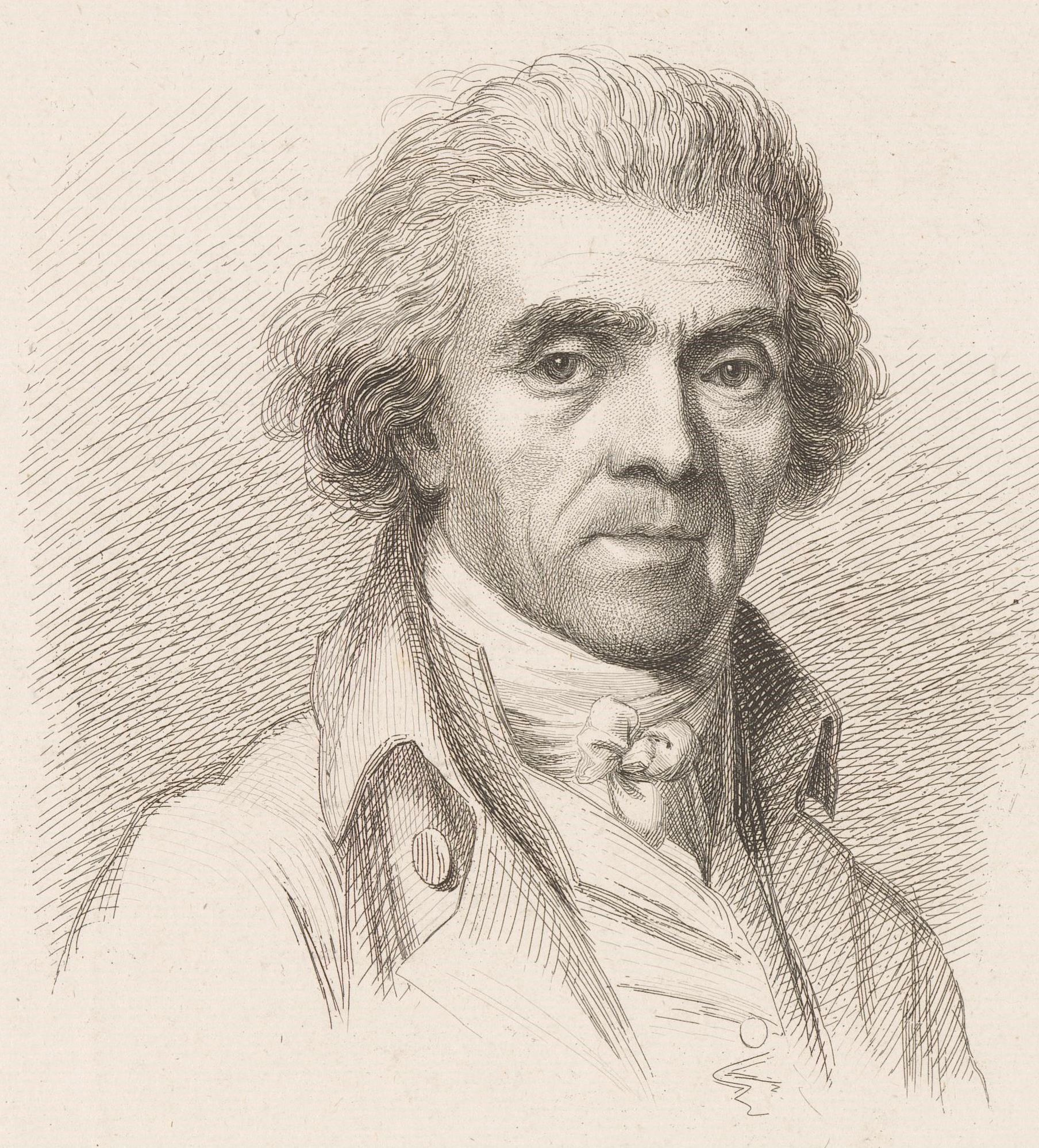
Johann Martin Fischer

Johann Martin Fischer (* 2. November 1740 in Bebele, früher Ortsteil von Hopfen am See, heute Stadt Füssen im Allgäu; † 27. April 1820 in Wien) war ein Bildhauer und Entwickler eines anatomischen Modells für Aktstudien.

## Leben
Fischer war ein Sohn des Bauern Franz Anton Fischer († 1769) und dessen Frau Rosula (geborene Eberle) und hatte sechs Geschwister. Er sollte zunächst das Handwerk des Wagners erlernen. Da er für diese Arbeiten zu schwächlich war, wurde er im Alter von 15 Jahren bei einem Dorfbildhauer namens Schweiger in die Lehre gegeben. Hier musste er jedoch mehr in der Landwirtschaft mithelfen, anstatt eine Ausbildung zu erhalten. Im Alter von 19 Jahren wurde er als Bildhauer freigesprochen, ohne wirkliche Kenntnisse des Handwerks erlernt zu haben. Fischer reiste 1760 nach Wien. Hier arbeitete er zwei Jahre lang für den Bildhauer Anton Tabota und wurde anschließend bis 1766 Mitarbeiter und Schüler von Jakob Christoph Schletterer, der seinerseits bei Georg Raphael Donner ausgebildet worden war.
1764 vollendete er als Gehilfe Franz Xaver Messerschmidts dessen Figur der Maria Immaculata an der Fassade des Savoyischen Damenstiftes und arbeitete kurz darauf an der kolossalen Marmorstatue des Gaius Mucius Scaevola im Garten des Schlosses Schönbrunn. Im Jahr 1768 heiratete Fischer Theresia (geborene Peltz) aus Wien. Fischer wurde 1771 in der kaiserlich und königlichen Kupferstecher- und Zeichenakademie als Schüler aufgenommen, wo er sich umfassende Kenntnisse über die Antike aneignete. Anschließend hielt er sich im Auftrag des Bischofs Georg Klimó (1710–1777) für ein Jahr Fünfkirchen in Ungarn auf und kehrte 1777 nach Wien zurück. Das Anliegen, objektive Voraussetzungen für die Bildhauerei zu schaffen, führte Fischer zu langjährigen und umfangreichen Anatomiestudien, bei denen er von Joseph Barth, dem damaligen Professor der Anatomie an der Wiener Universität, unterstützt wurde.
1785 wurde er Mitglied der Wiener Akademie der bildenden Künste und stellvertretender Professor für Bildhauerei. 1786 wurde er dort auf Anregung Barths Nachfolger des verstorbenen Franz Anton von Zauner als Professor der Anatomie. Um 1799 gestaltete er eine Kreuzigungsgruppe in der Währinger Pfarrkirche. Fischer wurde 1815 Rat und Direktor der Allgemeinen Mal- und Bildhauerschule.
Seine Anatomiestudien führten zur Entwicklung der Proportionslehre und exemplarischen Modellskulpturen, des sogenannten „Muskelmannes“. So entstand 1803 ein unterlebensgroßes Holzskelett und eine lebensgroße Bleifigur. Darüber publizierte er 1806 ein illustriertes Werk. Reduktionen seines „Muskelmannes“ dienten als Lehrobjekte in verschiedenen Kunstakademien. Diese beispielhafte anatomische Aktfigur hatte lange Zeit große Bedeutung für den Bildhauerunterricht.
Nach dem Tod seiner ersten Frau heiratete er 1806 Anna (geborene Lechleitner, * 1768), eine Tochter des Strumpfstrickers Jakob Lechleitner, der später Bauamtsverwalter und Bürgermeister in Füssen wurde. Fischers Grab auf dem alten Währinger Ortsfriedhof ist erhalten.

## Werke (Auswahl)
Schriften
- Erklärung der anatomischen Statue für Künstler. Wien 1785. (Diese Erklärung wurde gegen Fischers Willen durch Joseph von Sperges, den damaligen Präsidenten der Akademie veröffentlicht)[2]
  - Darstellung des Knochenbaues und der Muskeln des menschlichen Körpers mit Angabe der Verhältnisse desselben auf 10 Kupfertafeln. 2., neu überarbeitete Auflage, Wien 1838 (digitale-sammlungen.de)
- Darstellung des Knochenbaues von dem menschlichen Körper mit Angabe der Verhältniße desselben. Wien 1806 (mit Illustrationen).

Bildhauerei
- Anatomische Figur – Ecorché, Blei-Zinn-Figur, 202 cm, Wien 1803
- Kopien der Büsten Ruhender Mars und Borghesischer Fechter, Wien 1774, Schwarzenbergpark[3][4]
- Hauptwerk: Überlebensgroße, vergoldete Skulpturengruppe aus Holz (Kruzifixus, unten Johannes und Maria) im Langhaus der Pfarrkirche zu den Heiligen Laurenz und Gertrud.[5]
- Grabmonument nach einem Entwurf des Architekten Benedikt Henrici am linken Schwarza-Ufer in der Stuppacher Au für Maria Anna Gräfin Walsegg, geb. Prenner, Edle von Flammberg. Sie war die Gattin von Franz von Walsegg, dem Auftraggeber des Mozart-Requiems.
- Marmorbüsten: Graf Franz Josef Saurau (Franz Josef von Saurau, 1760–1832); Erzherzog Carl (Karl von Österreich-Teschen); Feldmarschall Gideon Loudon (Gideon Ernst von Laudon)[6]
- Bronzebüsten: Ferdinand Friedrich August Herzog von Württemberg (Ferdinand Friedrich August von Württemberg)[6]

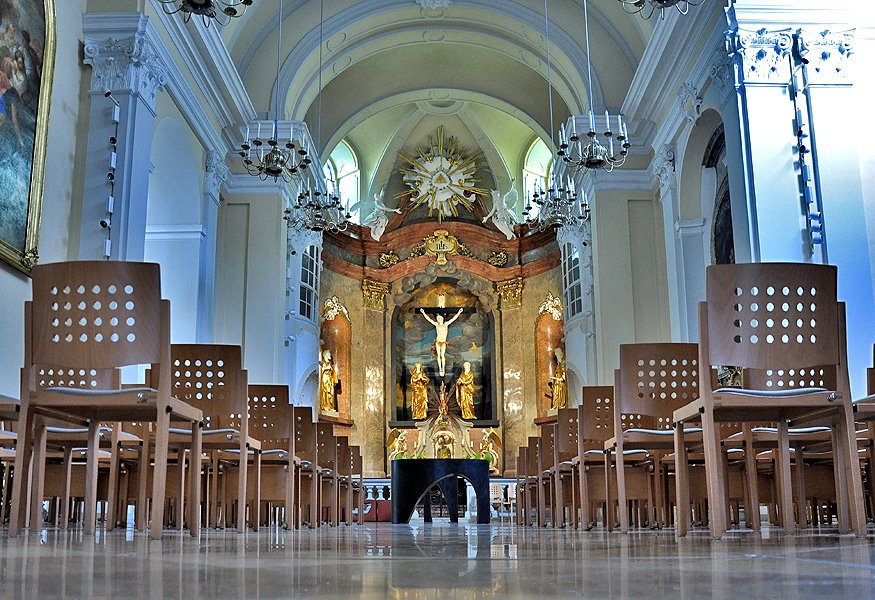
Kreuzgruppe, Währinger Pfarrkirche

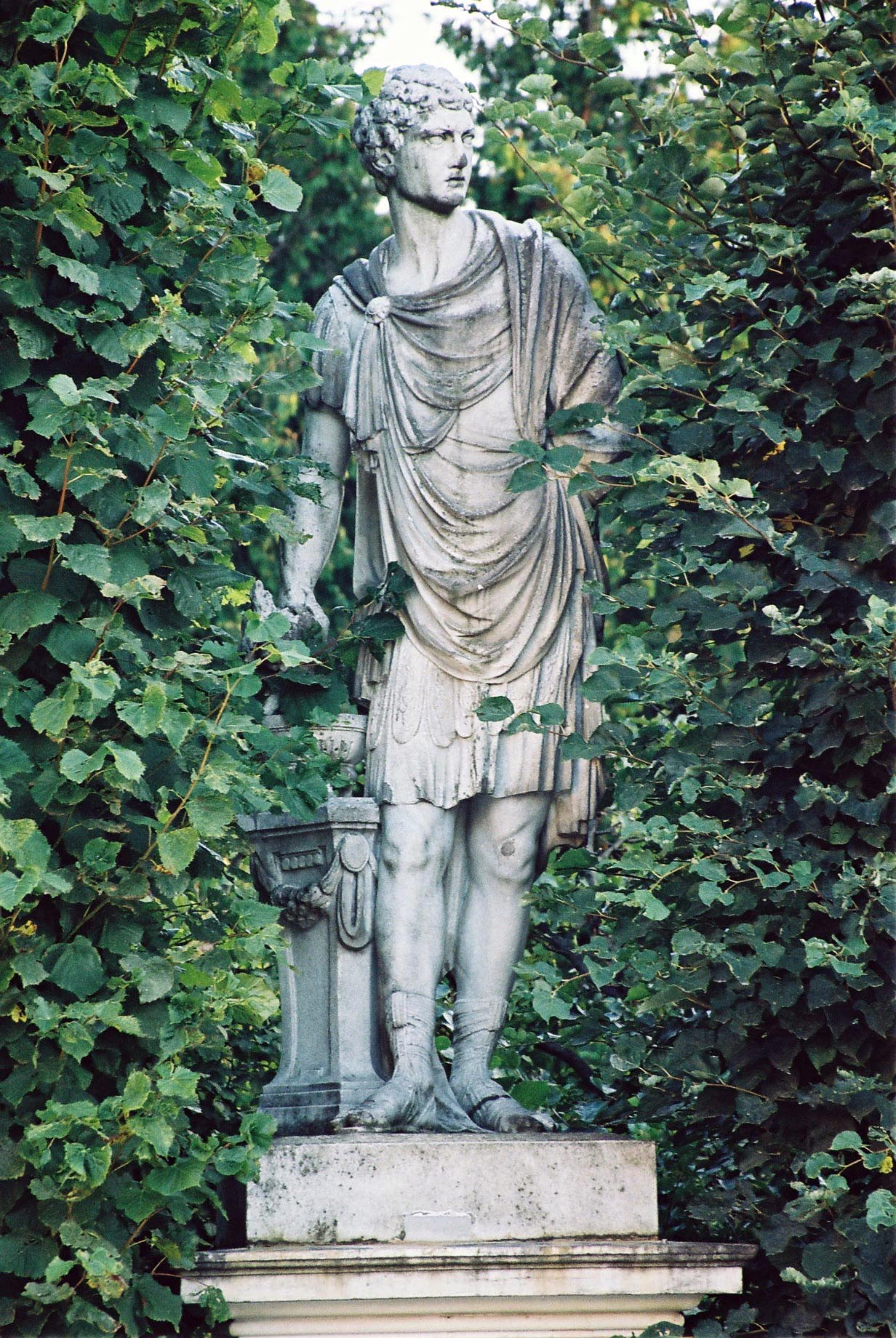
Mucius Scaevola Schlosspark Schönbrunn
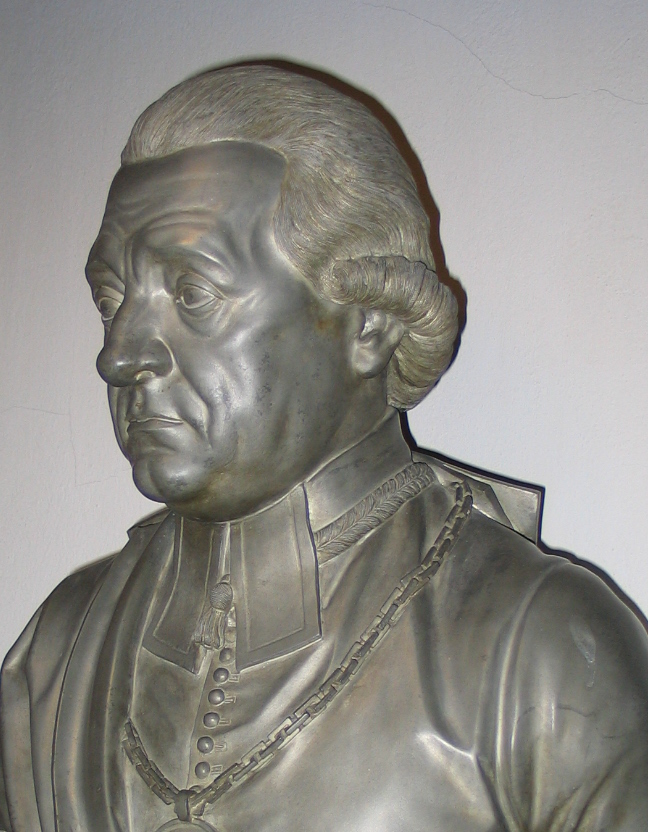
Porträtbüste Leopold Biwald 1807